# شاربانوواتس (بور)
شاربانوواتس (به صربی: Šarbanovac) یک منطقهٔ مسکونی در صربستان است که در بور واقع شده‌است. شاربانوواتس ۱٬۶۲۴ نفر جمعیت دارد.